# الحمة (غرناطة)
الحَمّة أو الحامة أو حَمَّة غرناطة (بالإسبانية: Alhama de Granada)‏ هي بلدية تقع في مقاطعة غرناطة التابعة لمنطقة الأندلس جنوب إسبانيا.

## الديموغرافيا
بلغ عدد سكان بلدية حمة غرناطة 6.188 نسمة عام 2011 (وفقاً للمعهد الوطني الإسباني للإحصاء).
| 5.983 | 5.934 | 6.028 | 6.184 | 6.016 | 6.062 | 6.188 |

## توأمة
لبلدية الحَمّة اتفاقيات توأمة مع:
- بانيير دو بيجور

## أعلام
- خوان فرنانديز
- إميليو سانشيز بيرير